# Казаков (фамилия)
Казако́в — интернациональная фамилия образована от прозвища или представителя народности. Она достаточно распространённая. Например, в Москве, в конце ХХ века жило около 650 семей с фамилией Казаковы. Так же она входит в список самых популярных белорусских фамилий.

### Происхождение фамилии
Слово «казак» тюркского происхождения. Его первоначальное значение «отделившийся, отложившийся от своего рода». Следует заметить, что ведшие кочевой образ жизни тюркские народы отличались строгой родоплеменной организацией. Некоторые люди тяготились этим, выходили из своего рода, формировали небольшие отряды, участвовавшие в военных действиях. В русских грамотах слово «казак» встречается с 1395 года.
В украинском языке корень фамилии обозначает представителя воинства, а так же употребляется в значении «молодой парень», «отважный человек», «молоде́ц» (как похвала). На севере России, в новгородско-псковских землях, в XIX веке, «казаками» называли «вольнонаёмных работников», «батраков». В пермском говоре казаками называли самцов поросят, боровов, краденных кабанов. В Архангельской губернии казаками называли моржей, матёрых белух, селезней гоголя. В сибирских говорах значило самца кабарги, а так же пташку Рlectorhanes lapponicus.

#### Татарские казаки
В Мещёре, отождествлялось два, казалось бы, разных понятия «татары» и «казаки». В. В. Вельяминов-Зернов в «Исследовании о касимовских царях и царевичах» объясняет термин «казак», встречающийся в документах соответствующего времени, как «простой татарин»: «Простые татары, приходившие в Россию вместе со своими царевичами, а равным образом и простые татары казанские, крымские и пр. обыкновенно звались у русских казаками, да и сами они называли себя казаками». Известен наместник Курмышского уезда новокрещённый татарин Казаков — предок князей Шейсуповых. Князья Шейсуповы имели родовое село Казаково в Арзамасском уезде. Эти казаки, активно участвовали в защите и расширении государственных границ. Говоря о казаках казанских, стоит упомянуть и Казаковскую мечеть в Казани, построенную в 1876 году на средства татарского купца Мухамметзяна Казакова.

Немецкий историк Г. Штекль указывает, что: 
«первые русские казаки были крестившиеся и обрусевшие татарские казаки, поскольку до конца XV в. все казаки, которые обитали как в степях, так и в славянских землях, могли быть только татары. Решающее значение для образования русского казачества имело влияние татарских казаков на пограничье русских земель. Влияние татар проявлялось во всём — в образе жизни, военных действиях, способах борьбы за существование в условиях степи. Оно распространялось даже на духовную жизнь и внешний облик русских казаков».

#### Городовые казаки
Где-то «казаками» называли русских крестьян, которые являются потомками городовых казаков (напр. новосильские казаки). Городовые казаки в XIV — XVII вв. проживали в таких городах как Алатырь, Темников, Кадом, Шацк, Ряжск, Курск, Данков, Чернь, Одоев, Лихвин, Ефремов, Епифань, Пронск, Михайлов, Дедилов, Новосиль, Орёл, Кромы, Мценск, Новгород-Северский, Рыльск, Путивль, Нижний Новгород, Муром, Мещёра, Касимов, Рязань, Кашира, Тула, Серпухов и Звенигород. В XVIII веке часть городовых казаков вошла в состав полков иноземного строя, часть были переведены в государственные крестьяне и однодворцы. Подобная же история произошла с северскими и малороссийскими казаками. Люди вышедшие из казачьего состояния, могли получить эту фамилию. Так в Удмуртии, в деревне Степанёнки, жители утверждали, что они «казацкого роду» и поэтому носят фамилию Казаковы. На основе архивных данных в 1928 году в деревне Степанёнки был 21 двор, в количестве 99 человек. Все жители деревни носили фамилию Казаковы. Из подобной среды, судя по всему, вышел и Матвей Фёдорович Казаков, русский архитектор, который в годы правления Екатерины II перестроил центр Москвы в палладианском стиле.
На Нижегородчине к примеру, носители фамилии компактно проживают на юге области и в самом Нижнем Новгороде — где проходила засечная черта с казачьим населением. В XV—XVII веках на территорию южной границы Московского государства, властями для несения службы в качестве городовых казаков переселялись целые отряды казаков с Дона, Яика, Волги и Терека. Об одном таком факте пишет Василий Татищев, что в 1554 году этапируются казаки с Волги, разбойничавшие в этих местах. Арзамасские воеводы и стольники активно занимались привлечением на службу волжских атаманов и казаков. В этом деле особую активность проявляли арзамасские воеводы И. В. Измайлов, Бутурлин, В. Я. Кузьмин, Г. Родионов. Известно, что в 1587 году к волжским казакам и атаманам выезжал И. В. Измайлов. Они же занимались расселением прибранных людей по уезду. В частности, Измайлов вместе с Бутурлиным разъезжали по уезду в поисках пустошей по Залесному стану уезда. Именно от этих переселённых людей, возникла фамилия в этом месте..
Разбросанные на огромной территории казацкие общины, которые — перед своей гибелью в огне Русской коммунистической революции 1917 года — заселяли полосу, что тянулась через всю Азию, от Дона до Уссури, происходили от одной материнской общины — сечевого общества днепровских казаков.